# Круговая поляризация
В  электродинамике круговая поляризация или иначе циркулярная поляризация электромагнитного излучения — это одно из состояний поляризации, при которой вектор электрического поля E в каждой точке электромагнитного поля волны имеет постоянную величину, но его направление вращается с постоянной скоростью в плоскости, перпендикулярной направлению распространения волны.

Отличие волн с круговой и плоской поляризацией

Круговую поляризацию можно рассматривать как частный случай  более общего понятия эллиптической поляризации, когда концы векторов E и Н электрического поля  и магнитного поля  электромагнитной  волны  при вращении описывают эллипсы.  Эллиптическая поляризация  возникает при сложении двух взаимно перпендикулярных линейно поляризованных колебаний с разными амплитудами и разностью фаз. С такой точки зрения линейную поляризацию можно рассматривать тоже как другой предельный  частный случай  эллиптической поляризации. 

## Общее описание

Волна с правой круговой поляризацией.

Волна с левой круговой поляризацией.

В случае волны с круговой поляризацией, как показано на прилагаемой  анимации, вершина вектора электрического поля в заданной точке пространства с течением времени описывает круг.  С течением  времени вершина вектора электрического поля волны движется по  спирали, ориентированной  вдоль направления распространения электромагнитной волны.
Волна с круговой поляризацией может вращаться в одном из двух возможных направлений: правая круговая поляризация, при которой вектор электрического поля вращается вправо по отношению к направлению распространения, и левая круговая поляризация, при которой вектор вращается влево.

## Преобразование  круговой поляризации в линейную поляризацию и обратно
Свет с круговой поляризацией можно преобразовать в свет с линейной поляризацией, пропустив его через четвертьволновую пластину. Прохождение линейно поляризованного света через четвертьволновую пластинку с осями под 45 ° к оси поляризации преобразует его в круговую поляризацию. Это наиболее распространённый способ получения круговой поляризации на практике. 
Следует заметить, что прохождение линейно поляризованного света через четвертьволновую пластинку под углом, отличным от 45 °, обычно приводит к эллиптической поляризации.

## О терминах
Считается, что поле имеет правую круговую поляризацию, если с точки зрения источника, смотрящего в том же направлении, что и направление распространения волны, вектор электрического поля E вращается по часовой стрелке. Вторая анимация – это иллюстрация левосторонней круговой поляризации (вращение вектора электрического поля E  против часовой стрелки)  с использованием того же правила.
Это определение соответствует стандарту Института инженеров по электротехнике и радиоэлектронике (IEEE) и поэтому обычно используется в инженерном сообществе.
Радиоастрономы также используют это определение в соответствии с резолюцией Международного астрономического союза (МАС), принятой в 1973 г. 
В литературе по оптике часто используется альтернативное определение, когда направление вращения вектора поляризации рассматривается с точки зрения приемника 
 Это определение также используется в работах членов международного объединения учёных и инженеров в области оптики и фотоники —Общества оптики и фотоники (SPIE).

Во многих учебниках физики, посвящённых оптике, используется второе определение, когда свет описывается с точки зрения приемника .
Чтобы избежать путаницы, при обсуждении вопросов поляризации рекомендуется указывать «определено с точки зрения источника» или «определено с точки зрения приемника».

## Дихроизм
Известно, что свет с левой и правой круговой поляризацией по-разному поглощается при прохождении через растворы оптически активных молекул. Это явление дифференциального поглощения света называется  круговой дихроизм или  циркулярный дихроизм. Круговой дихроизм является основой формы спектроскопии, которую используют для определения оптической изомерии и вторичной структуры молекул.
Круговой дихроизм проявляется в большинстве биологических молекул из-за правовращающих (например, некоторых сахаров) и левовращающих (например, некоторых аминокислот) молекул, которые они содержат. Примечательно также, что вторичная структура биологических молекул также будет создавать отдельный круговой дихроизм своими соответствующими молекулам. Поэтому альфа-спираль, бета-лист и области случайных клубков белков и двойная спираль нуклеиновых кислот имеют характерные проявления кругового дихроизма спектральных сигналов, характеризующие их структуры.
Кроме того, при правильно подобранных условиях даже нехиральные молекулы, то есть абсолютно зеркально симметричные молекулы, будут проявлять магнитный круговой дихроизм, индуцированный магнитным полем.

## Люминесценция
Люминесценция с круговой поляризацией может возникать, когда люминофор или ансамбль люминофоров хиральны. Степень поляризации излучения определяется количественно так же, как и для кругового дихроизма, в терминах коэффициента диссимметрии, также иногда называемого коэффициентом анизотропии. Он определяется как:
{\displaystyle g_{em}\ =\ 2\left({\theta _{\mathrm {left} }-\theta _{\mathrm {right} } \over \theta _{\mathrm {left} }+\theta _{\mathrm {right} }}\right)},
где {\displaystyle \theta _{\mathrm {left} }} соответствует квантовому выходу света  с левосторонней круговой поляризацией, а {\displaystyle \theta _{\mathrm {right} }} для света правосторонней круговой поляризации.
Таким образом, максимальное абсолютное значение gem, соответствующее чисто левой или чисто правой круговых поляризаций, равно 2. Между тем, наименьшее абсолютное значение, которое может достичь gem, соответствующее линейно поляризованному или неполяризованному свету, равно нулю.

## Математическое описание
Классическое решение уравнения электромагнитной волны, то есть уравнения, описывающего распространение электромагнитных волн через среду или в вакууме, для случая плоской синусоидальной волны для электрического и магнитного полей имеет вид 
{\displaystyle {\begin{aligned}\mathbf {E} (\mathbf {r} ,t)&=\left|\,\mathbf {E} \,\right|\mathrm {Re} \left\{\mathbf {Q} \left|\psi \right\rangle \exp \left[i\left(kz-\omega t\right)\right]\right\}\\\mathbf {B} (\mathbf {r} ,t)&={\hat {\mathbf {z} }}\times \mathbf {E} (\mathbf {r} ,t)\end{aligned}}},
где k это волновое число,
{\displaystyle \omega =ck}
это  угловая частота волны, {\displaystyle \mathbf {Q} =\left[{\hat {\mathbf {x} }},{\hat {\mathbf {y} }}\right]} ортогональная {\displaystyle 2\times 2} матрица, столбцы которой определяют поперечную x-y плоскость , а {\displaystyle c} это  скорость света.
Здесь
{\displaystyle \left|\,\mathbf {E} \,\right|}
это амплитуда поля и
{\displaystyle |\psi \rangle \ {\stackrel {\mathrm {def} }{=}}\ {\begin{pmatrix}\psi _{x}\\\psi _{y}\end{pmatrix}}={\begin{pmatrix}\cos \theta \exp \left(i\alpha _{x}\right)\\\sin \theta \exp \left(i\alpha _{y}\right)\end{pmatrix}}}
нормализованный вектор Джонса в  x-y плоскости.
Если {\displaystyle \alpha _{y}} повернут на {\displaystyle \pi /2} радиан по отношению к  {\displaystyle \alpha _{x}}, а амплитуда x равна амплитуде y, при которой волна имеет круговую поляризацию. Вектор Джонса имеет вид
{\displaystyle |\psi \rangle ={1 \over {\sqrt {2}}}{\begin{pmatrix}1\\\pm i\end{pmatrix}}\exp \left(i\alpha _{x}\right)},
где знак плюса указывает на левую круговую поляризацию, а знак минус указывает на правую круговую поляризацию. В случае круговой поляризации вектор электрического поля постоянной величины вращается в плоскости x-y.
Если базисные векторы определены так, что
{\displaystyle |R\rangle \ {\stackrel {\mathrm {def} }{=}}\ {1 \over {\sqrt {2}}}{\begin{pmatrix}1\\-i\end{pmatrix}}},
а
{\displaystyle |L\rangle \ {\stackrel {\mathrm {def} }{=}}\ {1 \over {\sqrt {2}}}{\begin{pmatrix}1\\i\end{pmatrix}}},
то состояние поляризации можно записать в «базисе R-L» как
{\displaystyle |\psi \rangle =\psi _{R}|R\rangle +\psi _{L}|L\rangle },
где
{\displaystyle {\begin{aligned}\psi _{R}~&{\stackrel {\mathrm {def} }{=}}~{\frac {1}{\sqrt {2}}}\left(\cos \theta +i\sin \theta \exp \left(i\delta \right)\right)\exp \left(i\alpha _{x}\right)\\\psi _{L}~&{\stackrel {\mathrm {def} }{=}}~{\frac {1}{\sqrt {2}}}\left(\cos \theta -i\sin \theta \exp \left(i\delta \right)\right)\exp \left(i\alpha _{x}\right)\end{aligned}}},
а
{\displaystyle \delta =\alpha _{y}-\alpha _{x}.}

## Круговая поляризация в природе

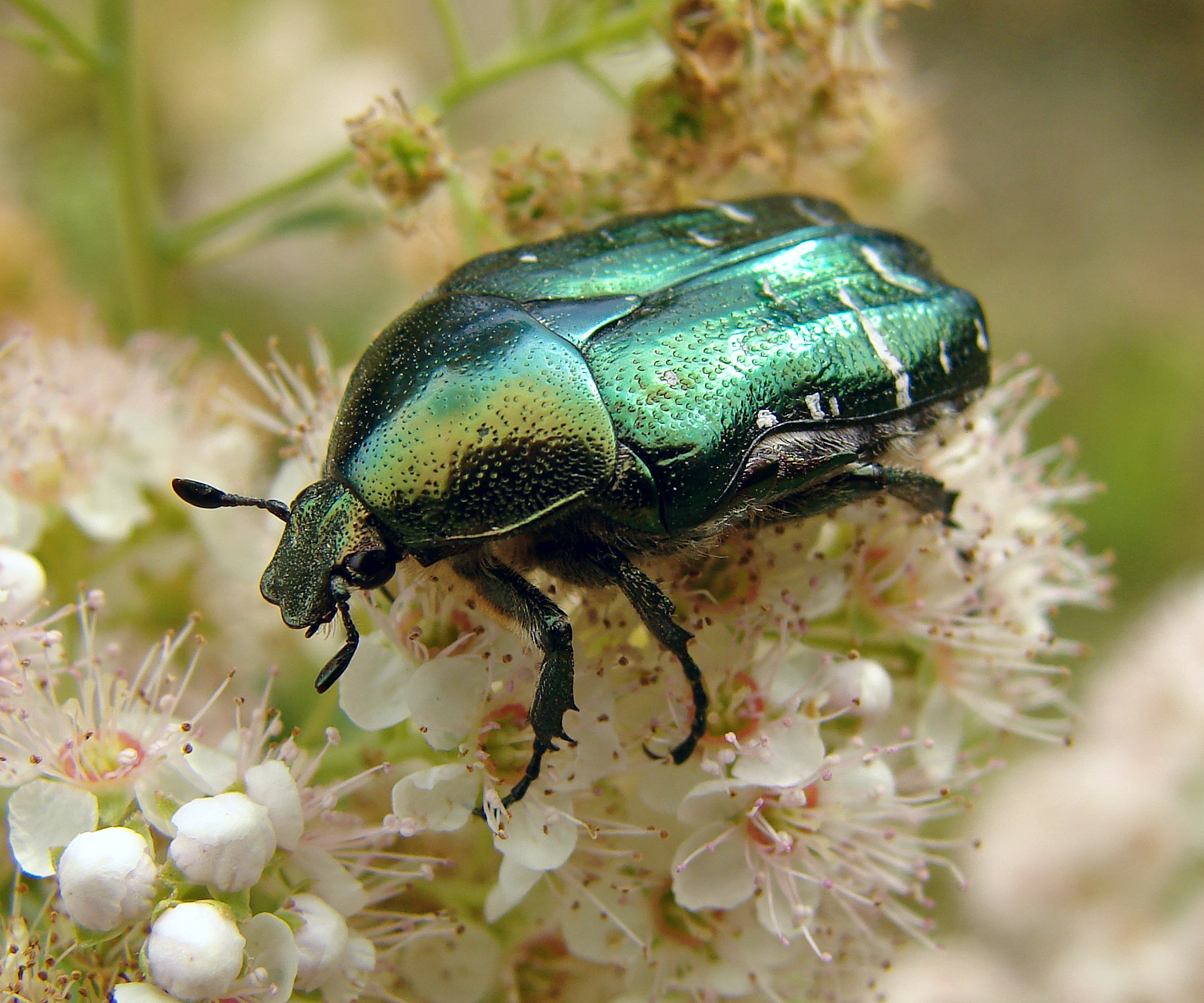
Внешняя поверхность Золотистой бронзовки отражает свет с почти исключительно левой круговой поляризацией.

В природе известно лишь несколько механизмов, которые систематически производят свет с круговой поляризацией. В 1911 году Альберт Майкельсон обнаружил, что свет, отраженный от золотого жука-скарабея Chrysina resplendens, имеет преимущественно левую поляризацию. С тех пор круговая поляризация была обнаружена у нескольких других жуков-скарабеев, таких как Chrysina gloriosa,
а также у некоторых ракообразных, таких как креветка-богомол. В этих случаях основным механизмом является спиральность хитиновой кутикулы на молекулярном уровне..
Биолюминесценция личинок светлячков также имеет круговую поляризацию, как это сообщалось в 1980 году для видов Photuris lucicrescens и Photuris versicolor. Для светлячков труднее найти микроскопическое объяснение поляризации, потому что было обнаружено, что левый и правый фонари личинок излучают поляризованный свет противоположных вращений. Авторы предполагают, что первоначально излучается линейно поляризованный свет  из-за неоднородностей внутри выровненных фотоцитов , и он становится циркулярно поляризованным, проходя через ткань с линейным двойным лучепреломлением.
Границы раздела вода-воздух являются ещё одним источником круговой поляризации. Солнечный свет, который рассеивается обратно поверхностью, имеет линейную поляризацию. Если этот свет затем полностью внутренне отражается обратно вниз, его вертикальная составляющая претерпевает фазовый сдвиг. Таким образом, для подводного наблюдателя, смотрящего вверх, слабый свет окна Снелла частично имеет круговую поляризацию.
Более слабые источники круговой поляризации в природе включают многократное рассеяние на линейных поляризаторах, например, при круговой поляризации звёздного света, и избирательное поглощение средами с круговым дихроизмом.
Сообщается, что два вида креветок-богомолов способны обнаруживать круговую поляризацию света.